# Refused (demo)
Refused är bandet Refused första demo, utgiven som kassett 1992. 1997 släpptes den på CD som del av materialet på skivan The Demo Compilation. Back In Black är en coverversion av AC/DCs låt.
Umeåbandet DS-13 har gjort en cover på låten "Fusible Front" på sin skiva Vad vet vi om kriget?.

## Låtlista
1. "Re-fused"
2. "Another One"
3. "Enough Is Enough"
4. "Fusible Front"
5. "Reach Out"
6. "Fudge"
7. "Blind"
8. "Back in Black"